# Eelco Sintnicolaas
Eelco Sintnicolaas (ur. 7 kwietnia 1987 w Dordrechcie) – holenderski lekkoatleta specjalizujący się w wielobojach.

## Kariera sportowa
Międzynarodową karierę zaczynał w roku 2005 w Kownie na mistrzostwach Europy juniorów zajmując tamże 14. lokatę. W kolejnym sezonie był ósmy na mistrzostwach świata juniorów. Nie ukończył rywalizacji w halowych mistrzostwach Europy oraz w mistrzostwach świata w 2009 roku. Złoty medalista młodzieżowych mistrzostw Starego Kontynentu z Kowna (2009). W 2010 odniósł pierwszy sukces w gronie seniorów zostając wicemistrzem Europy, a w kolejnym sezonie był czwarty na halowym czempionacie Starego Kontynentu. W 2013 zdobył złoto na halowych mistrzostwach Europy oraz zajął 5. miejsce podczas mistrzostw świata. Czwarty zawodnik halowych mistrzostw świata w Sopocie oraz mistrzostw Europy w Zurychu (2014). W 2015 zdobył brąz na halowych mistrzostwach Europy w Pradze. Medalista mistrzostw Holandii w różnych konkurencjach (oprócz wieloboju także w skoku w dal oraz skoku o tyczce).
Rekordy życiowe: siedmiobój – 6372 pkt. (3 marca 2013, Göteborg); dziesięciobój – 8539 pkt. (28 maja 2017, Götzis). Oba rezultaty są rekordami Holandii.

## Osiągnięcia
| Rok  | Impreza                             | Miejsce        | Konkurencja   | Lokata      | Wynik     |
| ---- | ----------------------------------- | -------------- | ------------- | ----------- | --------- |
| 2005 | Mistrzostwa Europy juniorów         | Kowno          | dziesięciobój | 14. miejsce | 5997 pkt. |
| 2006 | Mistrzostwa świata juniorów         | Pekin          | dziesięciobój | 8. miejsce  | 7416 pkt. |
| 2009 | Halowe mistrzostwa Europy           | Turyn          | siedmiobój    | –           | DNF       |
| 2009 | Młodzieżowe mistrzostwa Europy      | Kowno          | dziesięciobój | 1. miejsce  | 8112 pkt. |
| 2009 | Mistrzostwa świata                  | Berlin         | dziesięciobój | –           | DNF       |
| 2010 | Mistrzostwa Europy                  | Barcelona      | dziesięciobój | 2. miejsce  | 8436 pkt. |
| 2011 | Halowe mistrzostwa Europy           | Paryż          | siedmiobój    | 4. miejsce  | 6175 pkt. |
| 2011 | Mistrzostwa świata                  | Taegu          | dziesięciobój | 5. miejsce  | 8298 pkt. |
| 2012 | Igrzyska olimpijskie                | Londyn         | dziesięciobój | 11. miejsce | 8034 pkt. |
| 2013 | Halowe mistrzostwa Europy           | Göteborg       | siedmiobój    | 1. miejsce  | 6372 pkt. |
| 2013 | I liga pucharu Europy w wielobojach | Nottwil        | dziesięciobój | 1. miejsce  | 8322 pkt. |
| 2013 | Mistrzostwa świata                  | Moskwa         | dziesięciobój | 5. miejsce  | 8391 pkt. |
| 2014 | Halowe mistrzostwa świata           | Sopot          | siedmiobój    | 4. miejsce  | 6198 pkt. |
| 2014 | Mistrzostwa Europy                  | Zurych         | dziesięciobój | 4. miejsce  | 8478 pkt. |
| 2015 | Halowe mistrzostwa Europy           | Praga          | siedmiobój    | 3. miejsce  | 6185 pkt. |
| 2015 | Mistrzostwa świata                  | Pekin          | dziesięciobój | –           | DNF       |
| 2016 | Mistrzostwa Europy                  | Amsterdam      | dziesięciobój | 16. miejsce | 7025 pkt. |
| 2016 | Igrzyska olimpijskie                | Rio de Janeiro | dziesięciobój | –           | DNF       |
| 2017 | Mistrzostwa świata                  | Londyn         | dziesięciobój | –           | DNF       |
| 2018 | Halowe mistrzostwa świata           | Birmingham     | siedmiobój    | 5. miejsce  | 5997 pkt. |
| 2018 | Mistrzostwa Europy                  | Berlin         | dziesięciobój | –           | DNF       |